# La Secte (téléfilm)
Pour les articles homonymes, voir La Secte.
La Secte (Out of Reach) est un téléfilm américain réalisé par George Erschbamer et diffusé en 2013.

## Synopsis
Un jour, Matthew Conner est victime d'une attaque cardiaque. Ayant échappé à la mort, cet homme d'affaires très occupé et stressé par son travail, décide de revoir ses priorités dans la vie. Il fait d'ailleurs la rencontre d'une personne, à l'issue d'un dîner entre amis, qui va complètement chambouler le reste de son existence...

## Fiche technique
- Titre original : Out of Reach
- Réalisation : George Erschbamer
- Scénario : Darren DeCoursey et Gayl Decoursey
- Photographie : Nadeem Soumah
- Langue originale : anglais
- Durée : 90 minutes
- Date de diffusion :
  -  France : 17 février 2014 sur TF1[1]

## Distribution
- Jamie Luner (VF : Gaëlle Savary) : Dianne
- Erin Karpluk (VF : Sophie Landresse) : Lynn
- Lochlyn Munro (VF : Olivier Jankovic) : Matthew
- Sarah Lieving : Rachel
- Alexis G. Zall : Paige
- Mika Brooks : Julianne Kerns
- Stephanie Michels : Carol
- Eric Scott Woods : Lowther
- Chloe East : Angie
- Leigh Rachel Faith : Gretchen
- Benjamin Easterday : Shérif Silver
- Robert Seay : David